# Nazeni Hovhannisjan
Nazeni Hovhannisjan (Armeens: Նազենի Հովհաննիսյան) (Jerevan, 18 juli 1982) is een Armeens actrice, presentatrice en onderwijzeres aan de Staatsinstituut voor Theater en Cinematografie van Jerevan.

## Opleiding
Hovhannisjan deed na haar middelbare school een 7-jarige muzikale opleiding in Jerevan. Tegelijkertijd studeerde ze  studeerde gedurende drie jaar aan het Staatsinstituut voor Theater en Cinematografie van Jerevan op de de afdeling cinema en theateracteur.

## Werk
Hovhannisjan werkte van 2001 tot 2012 voor het Armeense televisiekanaal H1, waar ze een aantal programma's presenteerde. Tijdens de Eurovisiesongfestival 2010 verzorgde ze het commentaar namens Armenië. Sinds 2010 acteert ze bij het Jerevan Kamertheater en sinds 2011 doceert ze aan het Staatsinstituut voor Theater en Cinematografie van Jerevan. In de periode 2012 tot 2020 werkte ze als presentatrice bij Armenia TV. 

## Filmografie (selectie)
- Nothing will stay (2007)[1] ;
- The Three Friends (2008)[2] ;
- Taxi Eli Lav A (2009)[3] ;
- The Killed Pigeon (2009–2010)[4][5] ;
- The Diary of the Cross Stealer (2010–2011)[6][7] ;
- Ala Bala Nica (2011)[8][9] ;
- Garegin Nzhdeh (2013)[10][11]

- Library of Congress Control Number: no2015044755
- Virtual International Authority File: 315534313
- WorldCat: E39PBJt3X96V3Jr9gvh474qxXd